# Coletivo cultural
Os coletivos culturais são formados por pessoas que organizam atividades culturais como: festas, exposições, caminhadas, festivais e peças de teatro. Além disso, muitas vezes têm um ativismo político em favor de melhorias nas políticas públicas de acesso à cultura ou outras causas: como a defesa da igualdade social e de gênero. Outras características destes grupos são:
- a horizontalidade organizacional, que tem a tomada de decisões de forma coletiva como fundamento;[2]
- economia solidária e produção colaborativa;[3]
- maioria de seus integrantes é de jovens que residem nas regiões periféricas das grandes cidades[4]
- parte do financiamento vem de recursos públicos para incentivo à cultura[5][6]

Sua estrutura moderna, compreende a associações de pessoas de diferentes funções, com o objetivo em comum de desenvolver o cenário artístico e cultural do território em que se pretende atuar.  Este novo paradigma, pode ser compreendido com o que Castells chama de sociedade de redes, com a nova forma do coletivo se organizar através meio virtual, permitindo a formação de um projeto de forma colaborativa. Construindo nas redes estruturas coletivas com modelos mais abertos, como é o caso da Wikipédia e das licenças abertas do Creative Commons.
O atual local de atuação dos coletivos no território nacional, foi fortemente influenciado pelo surgimento do "Circuito Fora do Eixo", em 2005. Esse evento formou uma rede de coletivos culturais que tinha como objetivo levar atividades culturais para outros Estados fora do eixo Rio-São Paulo, fazendo com que diversas produções artísticas fossem exibidas em outras regiões do Brasil. Os primeiros núcleos dessa iniciativa estavam nas cidades de Cuiabá (Mato Grosso), Rio Branco (Acre), Uberlândia (Minas Gerais) e Londrina (Paraná). Em 2012, o Circuito englobava 72 coletivos culturais presentes em 106 cidades do Brasil.
Esse contexto de descentralização da cultural, através dos coletivos foi aprofundado com a Lei Aldir Blanc, que além de diminuir o impacto no setor cultural na pandemia, tinha o objetivo de fomentar cultura na área rural e em pequenas e médias cidades, contribuindo para produção cultural de coletivos historicamente prejudicados pela concentração de recursos destinados a grande metrópoles.